# مسجد كوشيك بازار (لنكران)
مسجد كوشيك بازار (بالأذرية: Kiçik Bazar məscidi)‏، بالإنجليزية: Kichik Bazar Mosque، بالفارسية: مسجد بازار کوچک لنکران): هو مسجد ومعلم معماري تاريخي يقع في وسط منطقة لنكران في أذربيجان. تم بناء المسجد في 1904م.
بموجب قرار مجلس وزراء جمهورية أذربيجان بتاريخ 2 أغسطس 2001، تم وضع المسجد تحت حماية الدولة باعتباره أثراً معماريًا للتاريخ والثقافة ذو أهمية محلية (برقم 4806).

## عن
تم بناء مسجد كوشيك بازار في 1904 في حي كوشيك بازار في لنكران، بتمويل من طاغي باي، وأغا باي، وملا ناصر، ومساهمات من سكان المدينة. يأخذ المسجد اسمه من الحي الذي يقع فيه. وكان مهندس المسجد هو الحرفي الماهر رحيم ووالده. أثناء بناء المسجد، تم أيضًا بناء مئذنة في مكان قريب. يبلغ طول جدران المسجد 26 متراً، وعرضها 10 أمتار، وارتفاعها 8 أمتار، وسمكها متر. يمكن للمسجد أن يستوعب ما يصل إلى 250 مصليًا في وقت واحد. تم استخدام الطوب الأحمر، والمواد الخشبية المحلية، والبلاط في بناء المسجد. تم إعداد الباب الأيسر للمسجد من قبل محمد حسن نكار، في حين تم إعداد الباب الأيمن من قبل الحرفي الرئيسي محمد علي.
في أذربيجان، بدأ الصراع ضد الدين رسميًا في 1928 بعد احتلال الجيش الأحمر لأذربيجان. في ديسمبر من ذلك العام، قامت اللجنة المركزية للحزب الشيوعي الأذربيجاني بتحويل العديد من المساجد والكنائس والمعابد اليهودية إلى أندية لأغراض تعليمية. إذا كان هناك 3000 مسجد في أذربيجان في 1917، فقد انخفض هذا العدد بحلول 1927 إلى 1700، وبحلول 1933، لم يتبق سوى 17 مسجدًا. تم إغلاق مسجد كوشيك بازار، وتم تدمير المئذنة القريبة. تم استخدام مبنى المسجد كمخزن.
بعد أن حصلت أذربيجان على استقلالها، بموجب قرار مجلس وزراء جمهورية أذربيجان رقم 132 بتاريخ 2 أغسطس 2001، تم إدراج المسجد في قائمة المعالم التاريخية والثقافية المحلية الهامة الغير منقولة. في 2010، وبمبادرة من المجتمع المحلي، تم ترميم مئذنة المسجد التي يبلغ ارتفاعها 24 متراً. ويستطيع الرجال والنساء على حد سواء أداء الصلاة في المسجد، مع وجود مدخل منفصل للنساء، وقسم من طابقين مخصص لعبادتهن.